# Onderscheidingsteken voor Onberispelijke Dienst
Het Onderscheidingsteken voor onberispelijke Dienst (Russisch: знак отличия «За безупречную службу") is een onderscheiding van de Russische Federatie. Het ereteken dat de vorm van een gesp op een stukje lint, naar voorbeeld van de oude Tsaristische en Duitse "Spangen" werd op 2 maart 1994 ingesteld.
Men verleent de onderscheiding die geen orde maar ook geen medaille is voor onberispelijke uitoefening van een overheidsfunctie gedurende 20, 25, 30, 40 of 50 jaar.
Militairen dragen de verguld zilveren gesp op een geel met zwart lint van de exclusieve Orde van Sint-Joris. Zij moeten om in aanmerking te komen voor de gesp eerst met de Medaille voor Moed of tweemaal anderszins zijn gedecoreerd.
Burgers dragen dezelfde gesp op een donkerrood lint van de Orde van Verdienste voor het Vaderland. Zij moeten zich als gekozen vertegenwoordiger of ambtenaar verdienstelijk hebben gemaakt voor de staat of het moederland.
In 2005 ging het om de volgende uitvoeringen en aantallen
XX jaar - 65 benoemingen
XXV jaar - 101 benoemingen 
XXX jaar - 141 benoemingen 
XL jaar - 32 benoemingen
L jaar - 5 benoemingen
Het herinvoeren van een "Spange" zoals de Tsaren en de Duitse en Nederlandse vorsten deze in de 19e en vroege 20e eeuw vaak kozen als vorm van een decoratie van een jubilaris, onderstreept dat de Russische Federatie, zonder geheel met de Sovjet-traditie van de socialistische orden te breken, de oude tradities en vormen van het 19e-eeuwse decoratiestelsel herstelt.
De gesp wordt hoog op de rechterborst gedragen.